# Jean Henry Martin de Puech
Jean Henry Martin de Puech est un banquier et armateur français né à Marseille et mort à Paris le 14 avril 1824. 

## Biographie
Jean Henry Martin est le fils du négociant marseillais Henry Martin et de Claire Guérin.
Après avoir débuté comme commis dans une maison de commerce, Martin-Puech s'associe en 1781 avec son beau-frère Jean-Honoré Salavy et Antoine-Jean Solier de Corcelles dans la maison de négoce et d'armement « Solier, Martin, Salavy et Cie ». Ils sont rejoints en 1787 par cinq commanditaires de Vevey et Genève (J.L. de Deckersberg, Ch. Emmanuel Couvreu, Roland Nicolas Couvreu, ...), montant le capital social à 320 000 livres. La société est liquidée en 1789 et remplacée par une nouvelle société « Martin, Salavy et Cie ».
En 1781, il épouse Marguerite Tournier, fille de Pierre-Thomas Tournier, négociant à Smyrne et juge consul de Marseille, et nièce du fermier général Alexandre-Victor de Saint-Amand (1720-1794). Il sera le beau-père du banquier Charles Carvalho.
Il fonde ensuite la maison « Martin, Puech et Cie », entre autres chargée de toutes les fournitures de lits militaires sous l'Empire. Elle était également la maison de banque et de commission de Jean-Henry Martin sur la place de Paris.
Il est membre du conseil d'escompte de la Banque de France (XIe siège) du 27 avril 1803 au 17 octobre 1803, puis censeur de la Banque de France (Ier siège) du 17 octobre 1803 au 31 décembre 1818. En 1810, il est chargé de convaincre les négociants de Marseille d'ouvrir une filiale de la Banque de France dans leur ville. À la suite de sa faillite, il démissionne de son siège de censeur en 1818. 
Il est président de la Chambre de commerce de Paris du 1er juin 1814 au 17 mai 1815 et devient membre de la Commission des sucres en 1817.
En 1818, il fonde la Compagnie commerciale d'assurances, au capital de 6 000 000 de francs, dont il assure la direction.
Il meurt le 14 avril 1824 à Paris et est inhumé au cimetière du Père-Lachaise,.

### Sources
- Romuald Szramkiewicz, « Les régents et censeurs de la Banque de France nommés sous le Consulat et l'Empire », Droz, 1974
- Louis Dermigny, « Cargaisons indiennes: Solier et Cie, 1781-1793 », 1959
- « La Chambre de commerce et d'industrie de Paris (1803-2003): histoire d'une institution », Droz, 2003
- Paul Lenormand, « La Chambre de commerce et d'industrie de Paris, 1803-2003: Etudes thématiques. II », 2008
- Louis Bergeron, « Banquiers, négociants et manufacturiers parisiens du Directoire à l'Empire », 1978
- « The Bankers Magazine, Volume 46 », 1892